# Ping Pung
Ping Pung，一支香港樂隊，於2004年成立，曾簽約金牌娛樂，現已解散。Ping Pung成員包括吳雨霏（Kary Ng）、李漢（Jerry Lee）、李嘉文（Jan Lee）及黃天豪（Tin Ho）。吳雨霏為Ping Pung的主音，同時也是人氣少女組合Cookies的成員。李漢和同李嘉文主力作曲、編曲和監製，他們也是親生兄弟，同時是作曲人雷頌德同母異父的兄弟。而黃天豪則為Ping Pung摔碟。Ping Pung的歌曲主要為自創樂曲，沒有特定的風格。
2004年，金牌娛樂有意把旗下的三位音樂人組樂隊進軍樂壇，而主唱則在旗下女子組合Cookies的四位成員中挑選，最終確定了四人當中唱功較穩定的吳雨霏。同年，Ping Pung正式成軍並推出首張大碟《Love & Hate》，憑大碟上榜歌曲《我話事》、《殺她死》及《愛是最大權利》於2004年度叱咤樂壇流行榜頒獎典禮奪得「叱咤樂壇生力軍組合銀獎」。儘管成績不錯，但吳雨霏表示以後的工作均會以Cookies為主。
2005年，Cookies暫時分開發展，而吳雨霏亦開始作個人發展，Ping Pung的發展亦隨即暫停。
2006年，有報導指側田的胞妹會取代Kary成為主音。同年，Ping Pung共同演出由Cookies主演的電影《戀愛初歌》。
近年，吳雨霏的個人事業穩定下來，Ping Pung沒有再推出過唱片；
2009年，吳雨霏表示Ping Pung有可能會於2010年重組。
2011年1月30日，吳雨霏首次個人紅館演唱會之中，有與Ping Pung另外三位成員（Jan、Jerry、DJ 天豪）一齊表演《殺她死》、《潮爆》歌曲。
而創作《愛是最大權利》《二十世紀少年》等熱作的香港知名音樂人李漢( Jerry Lee ，原名李漢文)，轉戰幕後繼續為香港樂壇作曲，編曲及當唱片監製等多項，是黃柏高金牌大風的旗下創作人之外，還與黎明，陳慧琳，古巨基，鄭秀文，許志安，楊千嬅，容祖兒，譚詠麟，林海峰等等多位知名藝人合作。

## 音樂作品

### 專輯
- Love & Hate（2004年8月20日）

### 其他歌曲
- 沒有那一天（收錄於《點亮2005》，2005年2月1日）
- 講清楚（收錄於《Love 05情歌全K集》，2006年1月6日）
- 戰鬥（收錄於《戀愛初歌》電影原聲大碟，2006年8月15日）

## 獎項
- 新城勁爆頒獎禮2004 ── 新人巡禮最佳表現新人組合獎：Ping Pung
- 新城勁爆頒獎禮2004 ── 新城勁爆新人王（組合）：Ping Pung
- 新城勁爆頒獎禮2004 ── 新城勁爆卡拉OK歌曲（Ping Pung - 愛是最大權利）
- 叱吒樂壇流行榜頒獎典禮2004 ── 叱咤樂壇生力軍組合銀獎：Ping Pung
- 第二十七屆十大中文金曲頒獎音樂會2004 – 最有前途新人獎（組合）銀獎 ：Ping Pung

## 派台歌曲成績
| 派台歌曲成績   | 派台歌曲成績 | 派台歌曲成績 | 派台歌曲成績 | 派台歌曲成績 | 派台歌曲成績 | 派台歌曲成績 |
| -------------- | ------------ | ------------ | ------------ | ------------ | ------------ | ------------ |
| 唱片           | 歌曲         | 903          | RTHK         | 997          | TVB          | 備註         |
| 2004年         |              |              |              |              |              |              |
| Love & Hate    | 我話事       | 9            | 20           | 7            | -            |              |
| Love & Hate    | 殺她死       | 7            | 16           | 8            | -            |              |
| Love & Hate    | 愛是最大權利 | 2            | 8            | 4            | 7            |              |
| Love & Hate    | 潮爆         | -            | -            | -            | -            |              |
| Love 05 情歌集 | 講清楚       | 15           | -            | 8            | 6            |              |

| 各台冠軍歌總數 | 各台冠軍歌總數 | 各台冠軍歌總數 | 各台冠軍歌總數 | 各台冠軍歌總數    |
| -------------- | -------------- | -------------- | -------------- | ----------------- |
| 903            | RTHK           | 997            | TVB            | 備註              |
| 0              | 0              | 0              | 0              | 四台冠軍歌總數：0 |